# دربلوند
دربلوند یک روستا در ایران است که در دهستان درح واقع شده‌است. دربلوند ۱۵۳ نفر جمعیت دارد.